# Muriel Martin-Harvey
Muriel Martin-Harvey (4 de outubro de 1891 – 15 de dezembro de 1988) foi uma atriz britânica de cinema e teatro. Natural de Londres, Inglaterra, Martin-Harvey fez sua estreia em 1921, na peça The Bear Leadera, com a qual visitou Estados Unidos e Austrália. Ela também interpretou o papel principal em dois filmes mudos.
Seus pais foram John Martin-Harvey e Angelita Helena Maria de Silva Ferro, ambos atores, e seu irmão, Michael Martin-Harvey, também foi um ator.
Martin-Harvey foi casada três vezes. Primeiramente casou-se com Ronald Squire, em agosto de 1924, divorciando-se no mesmo ano. Em 15 de julho de 1926, casou-se com Garry Marsh, um ator britânico, 11 anos mais novo que ela. Mais tarde, ela se casou com Anthony Huntly-Gordon.
Faleceu em Northwood, Londres, Middlesex, Inglaterra, em 1988.

## Filmografia selecionada
- The Hard Way (1916)